# دانيال كوين (لاعب دوري الرغبي)
دانيال كوين (بالإنجليزية: Daniel Quinn)‏ هو لاعب دوري الرغبي أسترالي، ولد في 24 يوليو 1978.